# Stempelmaskine
En stempelmaskine er en fluidmekanik-maskine, der ved sine stempler i cylindere periodisk mindsker og øger et eller to rumfang (dobbeltvirkende) i hver cylinder – slagvolumen – f.eks. ved translation eller rotation. Translationsstempler er i mange maskiner mekanisk koblet til en krumtapaksel via plejlstænger.
Massestrømme i form af gasser eller væsker og trykforskelle mellem indløb og fraløb til en cylinder vil få stemplet til at flytte sig.
Stempelmaskiner adskiller sig fra de kontinuerte arbejdende strømningsmaskiner, ved at deres strømning og trykforskelle forbliver konstant under normalbrug.

## Kategorisering af stempelmaskiner i arter og grupper
| Maskinart→ Gruppe↓                                          | Arbejdsmaskine      | Varmekraftmaskine Kraftmaskine                   |
| Hydrauliske stempelmaskiner (≈inkompressible arbejdsmedier) | Stempelpumper       | Hydraulikmotorer                                 |
| Termiske stempelmaskiner (kompressible arbejdsmedier)       | Stempelkompressorer | Dampmaskiner Forbrændingsmotorer varmluftmotorer |

## Funktion
I biler bruges stort set kun to typer forbrændingsmotorer, der begge er med stempler.
Der er Benzinmotorer og dieselmotorer.
En stempelmotor bygger på det princip, at stemplets langsgående bevægelse i motorens cylinder overføres via en plejlstang til en roterende krumtap.
Stemplets vandring
Stemplet bevæger sig i motorens cylinder mellem to dødpunkter der kaldes Øverste Dødpunkt (ØD) og Nederste Dødpunkt (ND). En stempelbevægelse fra ØD til ND eller omvendt kaldes "en takt", og vandringen mellem de to dødpunkter ØD og ND betegnes som slaglængden.
Totakt og firetaktsmotorer
For at forberede, udføre og afslutte forbrændingen i stempelmotoren er det nødvendigt, at
motoren gennemgår en proces, der opdeles i fire faser,
1. Indsugning
2. Kompression
3. Forbrænding
4. Udstødning 
Motoren skal bruge 2 eller 4 "takter" for at gennemføre de fire faser,
afhængig af motorens konstruktion.
Derfor fremstilles stempelmotoren i to grundlæggende typer:
Totaktsmotorer
Firetaktsmotorer
Begge motortyper kan bygges til både at kunne anvende benzin eller dieselolie som brændstof.
I biler bliver der kun anvendt firetaktsmotorer. Tidligere anvendte enkelte bilfabrikanter totaktsmotorer til mindre biler.

## Benzinmotorens fire takter
1. takt: Indsugning
I første takt bevæger stemplet sig fra ØD ned imod ND.
Samtidig er indsugningsventilen åben 
og udstødningsventilen lukket.
Ved stempelbevægelsen fra ØD til ND bliver rummet 
over stemplet udvidet, og det medfører at der 
opstår der et mindre undertryk i cylinderen.
Undertrykket trækker en luft-brændstofblanding 
ind i cylinderen fra motorens indsugningsrør.
Efter at stemplet har nået ND, lukker indsugningsventilen.

indsugningsslag
2. takt: Kompression
I anden takt bevæger stemplet sig fra ND op imod ØD. Indsugningsventilen og udstødningsventilen er lukket. I cylinderen bliver gasblandingen mere og mere sammenpresset (kompressionsforhold), og det medføre at trykket stiger i cylinderen. Efterhånden som stemplet bevæger sig op imod ØD. Under stemplets vandring fra ND til ØD formindskes rumfanget i cylinderen ca. 10 gange, og det betegnes som kompressionsforhold

Kompressionsslag
3. takt: Forbrænding
Før stemplet når ØD i 2. takt, antændes den sammentrykkede gasblanding af en gnist fra tændrøret. Forbrændingen forløber under en temperatur på over 2000 grader og et tryk på cirka 40 bar. I den gastætte cylinder presses stemplet ned mod ND med stor kraft. Kraften overføres gennem plejlstangen til krumtappen... 
 Forbrændingsslag  Overførsel af kraften gennem plejlstang til krumtap
4. takt: Udstødning
Efter forbrændingstrykket er udnyttet, skal gasresterne fjernes fra cylinderen. Udstødningsventilen bliver åbnet før stemplet når ND i 3. takt. Gasresterne bliver presset ud forbi udstødningsventilen til udstødningsrøret, imens stemplet er på vej op imod ØD. 

Udstødningsslag
Når stemplet igen er i ØD, er de fire takter gennemført og processen kan starte forfra.
gennem de fire takter er krumtappen blevet drejet 720 grader som svare til to krumtaps omdrejninger.

## Dieselmotorens fire takter
1. takt: Indsugning
Stemplet bevæger sig fra ØD ned imod ND med indsugnings ventilen åben. På grund af det undertryk, der opstår ved stemplets bevægelse, fyldes cylinderen med ren atmosfærisk luft.
For at forbedre cylinderens fyldning af luften i indsugningstakten kan dieselmotoren være udstyret med et trykladningssystem, der bliver drevet af udstødningsgassen.
2. takt: Kompression
Efter stemplet har passeret ND, lukker indsugningsventilen. Herefter stiger kompressionstrykket til mellem 40 og 150 bar. Samtidig stiger kompressionstemperaturen til mellem 500 og 750 grader.
Lidt før stemplet når ØD indsprøjtes brændstoffet i den hede komprimerede luft.
3. takt: Forbrænding
Stemplet bliver presset fra ØD ned imod ND af forbrændingstrykket. Trykket i cylinderen stiger til mellem 55 og 200 bar, og forbrændingstemperaturen kommer op på ca. 1600 grader. For at udnytte forbrændingstrykket bedst skal trykket være på sit højeste når krumtappen ca. har drejet 10 grader efter ØD.
4. takt: Udstødning
Stemplet bevæger sig fra ND op imod ØD og presser forbrændingsresterne ud forbi den åbne udstødningsventil. Temperaturen i cylinderen er nu ca. faldet til mellem 400 og 450 grader